# Corredor

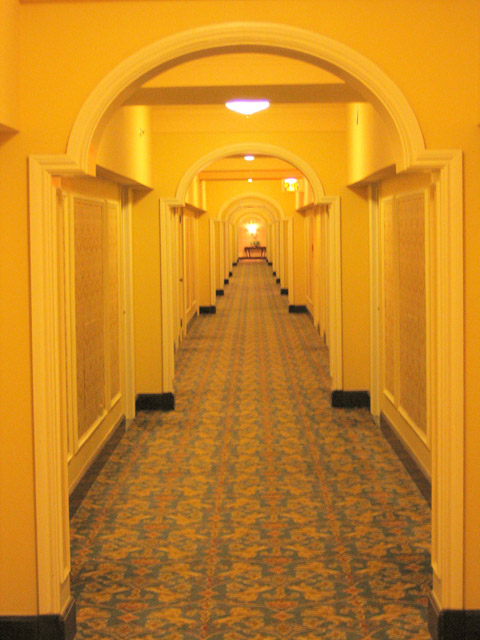
Corredor.

Corredor (do italiano corridore) é a parte de uma casa, de um prédio ou de um centro comercial em que existe um comprido e estreito percurso onde se dá acesso aos quartos, cômodos, lojas, e demais espaços.